# Gunnar Birkerts
Gunnar Birkerts (lettisk: Gunārs Birkerts; født 17. januar 1925 i Riga i Letland, død 15. august 2017) var en amerikansk arkitekt, som gennem det meste af sin karriere, var bosat i Michigan. Et udvalg af hans projekter omfatter Corning Museum of Glass i Corning i staten New York, Marquette Plaza i Minneapolis, Kemper Museum of Contemporary Art i Kansas City, og den amerikanske ambassade i Caracas i Venezuela.

## Karriere
Gunnar Birkerts voksede op i Letland, men flygtede foran den fremrykkende russiske hær i slutningen af 2. verdenskrig. Han er uddannet ved Technische Hochschule Stuttgart i Tyskland i 1949. Birkerts tog til USA og arbejdede i første omgang for Perkins og Will, derefter for Eero Saarinen og endelig for Minoru Yamasaki, inden han åbnede sit eget arkitektkontor i Detroits forstæder.
Birkerts praktiserede oprindeligt i partnerskabet Birkerts and Staub, men efter at partnerskabet ophørte blev virksomheden omdannet til Gunnar Birkerts and Associates. Virksomheden modtog ærespriser for sine projekter fra American Institute of Architects i 1962, 1970, 1973, samt adskillige priser fra Michigan Society of Architects og dens lokale afdeling. Birkerts sluttede sig til fakultet ved University of Michigan i 1959 og underviste frem til 1990.
Gunnar Birkerts blev valgt som fellow i American Institute of Architects i 1970, og som fellow i den Letlands Arkitektforening i 1971. Han er modtager af talrige individuelle priser, herunder et stipendium fra Graham Foundation i 1971, en guldmedalje fra Michigan Society of Architects i 1980, Arnold W. Brunner Memorial-prisen i arkitektur ved American Academy og Institute of Arts and Letters i 1981, og i 1993 udnævntes Birkerts til Michigan Artist of the Year. Birkerts blev æresdoktor ved Rigas Tekniske Universitet i 1990, udnævntes til Officer af Trestjerneordenen den 8. november 1995 og modtog en stor medalje af Letlands Videnskabsakademi i 2000.
I Letland er den mest kendte bygning fra Birkerts hånd Letlands Nationalbibliotek i Riga, som stod færdigt i 2014. Bygningen er inspireret af lettisk mytologi og kendt som Gaismas pils, på dansk "lysslottet".
Birkerts drev sidst i livet sit arkitektkontor i Wellesley i Massachusetts. Hans søn er den kendte litteraturkritiker Sven Birkerts.